# 1. Geleitflottille (JMSDF)
Die Dai Ichi Goei Tai Gun (japanisch 第１護衛隊群 deutsch ‚1. Geleitflottille‘, englisch Escort Flotilla One) ist eine Flottille der Japanischen Maritimen Selbstverteidigungsstreitkräfte und untersteht der Fleet Escort Force.
Die aus der 1. und 5. Geleitdivision bestehende Flottille ist in Yokosuka stationiert und wird von einem Konteradmiral kommandiert.

## Gliederung
- Stab
- 1. Geleitdivision (jap. 第1護衛隊, Dai Ichi Goei Tai, engl. Escort Division 1)
  - Izumo (DDH-183) – Hubschrauberträger
  - Hatakaze (DDG-171) – Lenkwaffenzerstörer
  - Ikazuchi (DD-107) – U-Jagdzerstörer
  - Murasame (DD-101) – U-Jagdzerstörer

- 5. Geleitdivision (jap. 第5護衛隊, Dai Go Goei Tai, engl. Escort Division 5)
  - Kongō (DDG-173) – Lenkwaffenzerstörer
  - Akizuki (DD-115) – U-Jagdzerstörer
  - Ariake (DD-109) – U-Jagdzerstörer
  - Akebono (DD-108) – U-Jagdzerstörer